# Peinture baroque flamande

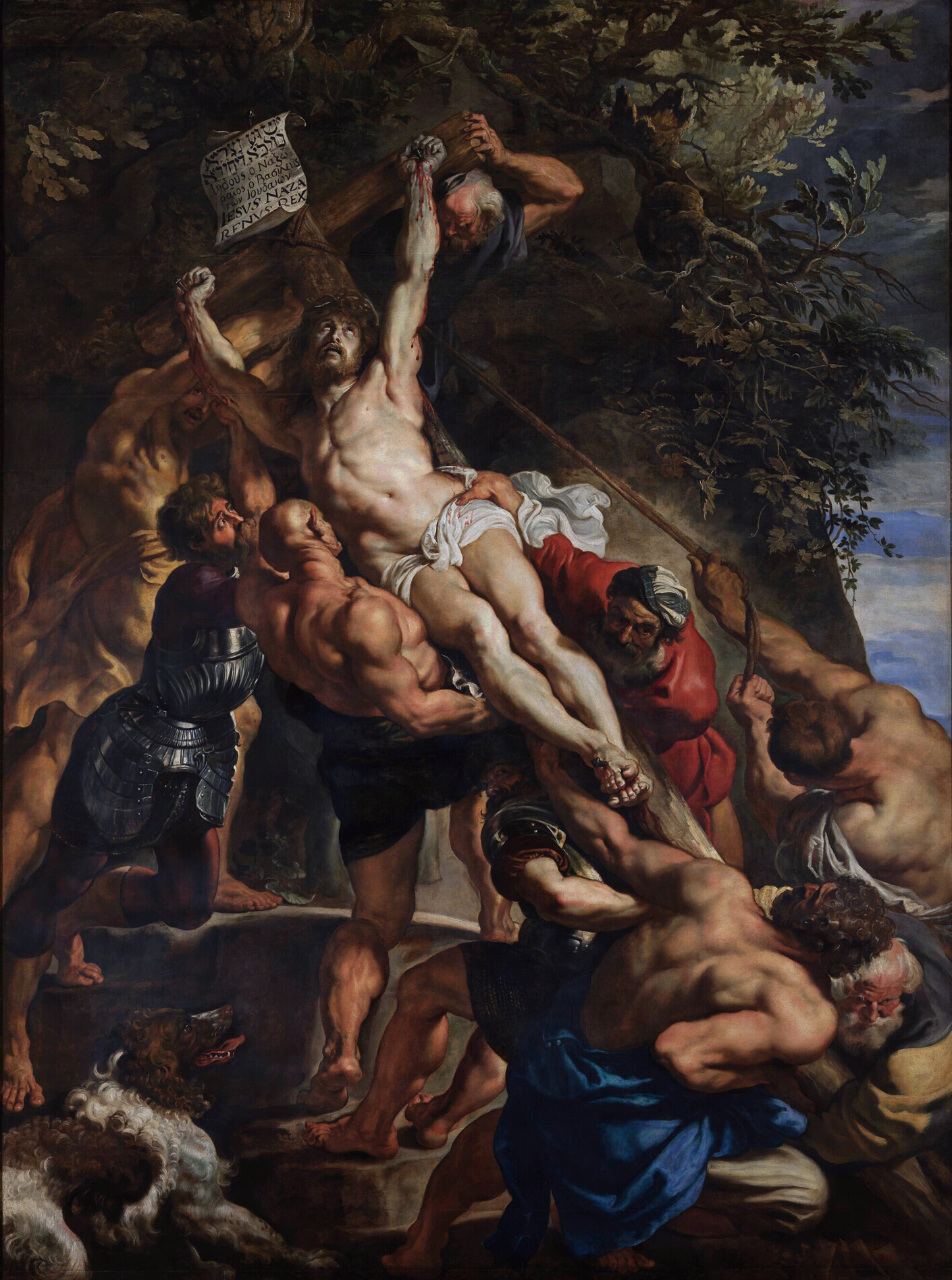
Pierre Paul Rubens, L'Érection de la croix, vers 1610–1611.

La peinture baroque flamande est la peinture produite dans les Pays-Bas méridionaux pendant la domination espagnole aux XVIe et XVIIe siècles. La période commence environ quand les Provinces-Unies sont séparées des régions de l'Espagne des Habsbourg lors de la reconquête d'Anvers en 1585 et termine jusqu'aux alentours de l'an 1700, quand la domination habsbourgeoise disparaît avec la mort de Charles II d'Espagne. Anvers, foyer des célèbres artistes Pierre Paul Rubens, Antoine van Dyck et Jacob Jordaens, est le centre artistique des Flandres, tandis que Bruxelles et Gand ont également un rôle artistique important.
Rubens, en particulier, a eu une très forte influence sur la culture visuelle du XVIIe siècle. Ses innovations ont aidé à forger Anvers comme l'une des places fortes de l'art européen, en particulier pour l'imagerie de la Contre-Réforme. Son étudiant van Dyck a eu un rôle important dans l'établissement de nouvelles directions dans l'art du portrait britannique. D'autres développements dans la peinture baroque flamande sont similaires à ceux trouvés dans l'Âge d'or de la peinture néerlandaise avec des artistes spécialisés dans des genres aussi divers que la peinture d'histoire, le portrait, la peinture de genre, la peinture de paysage et dans la nature morte.

## Caractéristiques générales

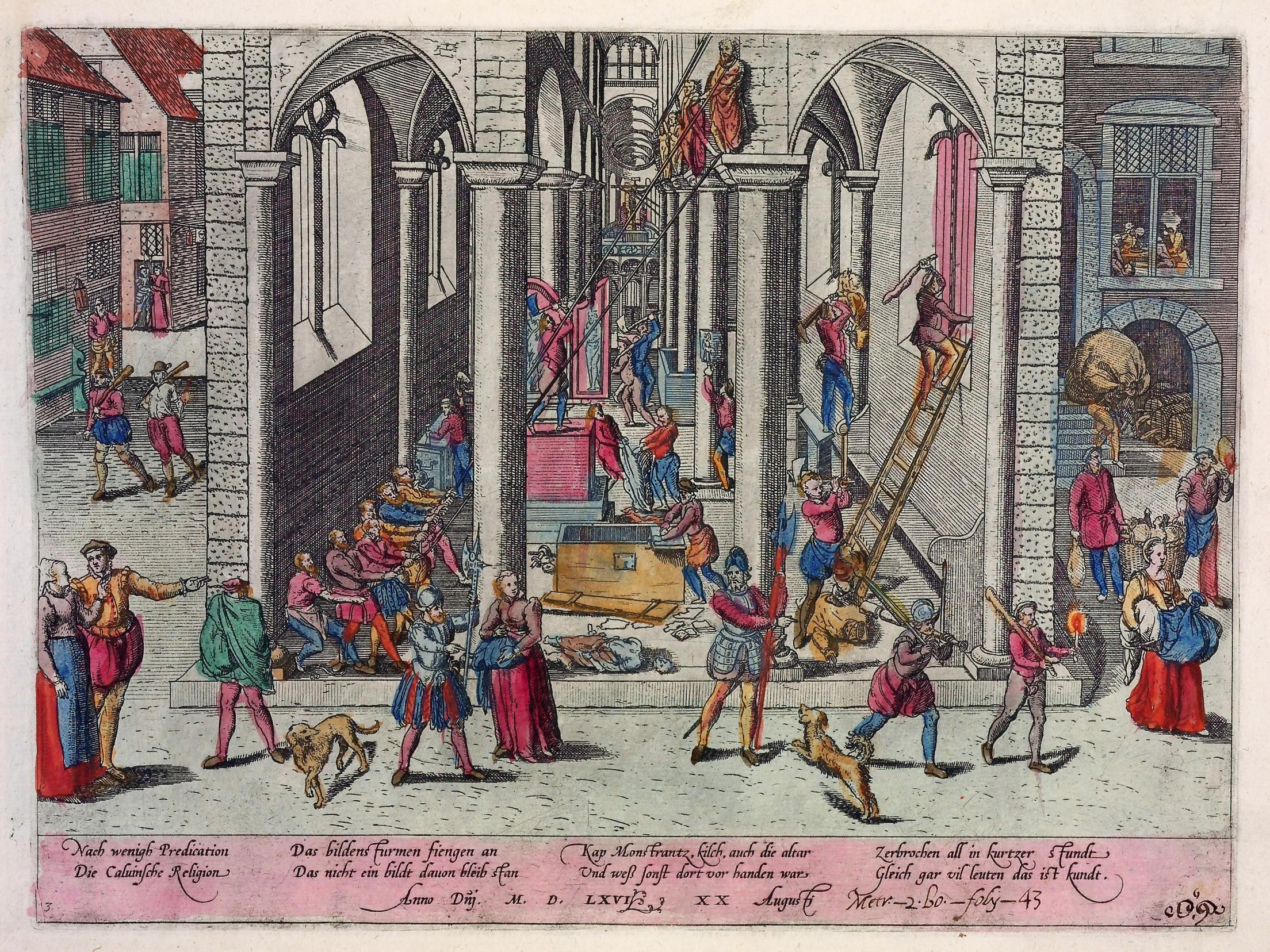
Frans Hogenberg représente dans ce tableau le « Beeldenstorm », la révolte iconoclaste du 20 août 1566, qui vit la destruction de beaucoup de peintures et de décorations d'églises.

La période commence environ quand les Provinces-Unies sont séparées des régions de l'Espagne des Habsbourg lors de la reconquête d'Anvers en 1585 et termine jusqu'aux alentours de l'an 1700, quand la domination habsbourgeoise disparaît avec la mort de Charles II d'Espagne.
Le terme « flamand », dans le contexte des périodes baroque et primitive, inclut souvent les régions qui ne sont pas associées à la région moderne de Flandre (Belgique), comme le duché de Brabant et la principauté de Liège. Au XVIIe siècle, Anvers était la ville principale des Flandres pour sa production artistique innovatrice, et ce en grande partie grâce à Rubens. Gand et Bruxelles eurent un rôle artistique important, surtout cette dernière, car la Cour y siégeait ; David Teniers le Jeune fut attiré par cette ville vers la fin de ce siècle.

### Maniérisme tardif
Bien que les peintures produites à la fin du XVIe siècle appartiennent aux approches générales du maniérisme du Nord et de la Renaissance tardive, communes en Europe, des artistes tels qu'Otto van Veen, Adam van Noort, Maarten de Vos et la famille Francken eurent un rôle important dans l'établissement local du baroque. Entre 1585 et le début du XVIIe siècle, ils réalisèrent de nombreux retables pour remplacer ceux qui furent détruits lors du « Beeldenstorm », les révoltes iconoclastes de 1566.
Par ailleurs, Frans II Francken et Jan Brueghel l'Ancien devinrent importants pour leurs peintures de cabinet représentant le plus souvent des sujets mythologiques ou historiques.

### « L'Âge de Rubens » et l'école d'Anvers
Pierre Paul Rubens (1577–1640), étudiant d'Otto van Veen et Adam van Noort, passa huit ans en Italie (de 1600 à 1608) pendant lesquels il étudia des exemples d'Antiquité classique, de Renaissance italienne et de ses contemporains Adam Elsheimer et le Caravage. À la suite de son retour à Anvers, il monte un atelier important et y forme des étudiants tels qu'Antoine van Dyck. Cela lui permet d'exercer une forte influence sur la direction de l'art flamand. La plupart des artistes actifs dans la ville pendant la première moitié du XVIIe siècle furent directement influencés par Rubens.

### Spécialisations et collaborations

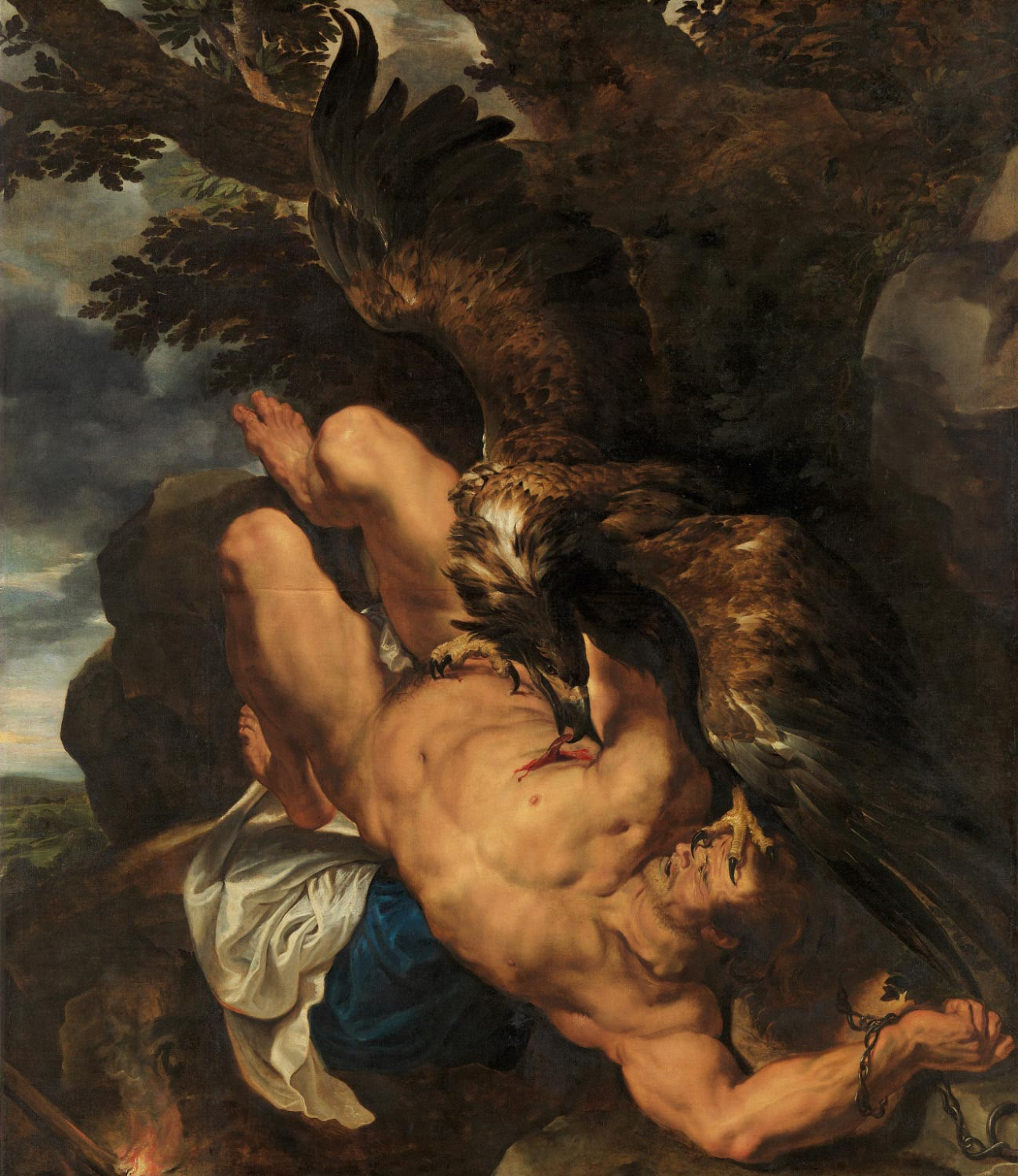
Pierre Paul Rubens et Frans Snyders, Prométhée enchaîné (1611-1612, Philadelphia Museum of Art). Cette peinture est un exemple baroque flamand de collaboration et de spécialisation : Snyders, spécialiste de la peinture animalière, a peint l'aigle tandis que Rubens a peint la figure de Prométhée.

L'art flamand est célèbre pour le grand nombre de collaborations qui eurent lieu entre des maîtres indépendants. Cela était en partie dû à la tendance locale à la spécialisation dans un genre particulier. Ainsi Frans Snyders était un peintre animalier et Jan Brueghel l'Ancien était admiré pour ses paysages et ses peintures de plantes. Les deux artistes travaillèrent avec Rubens, qui réalisait le staffage, ainsi que d'autres artistes afin de créer des pièces de collaboration.

### Innovations

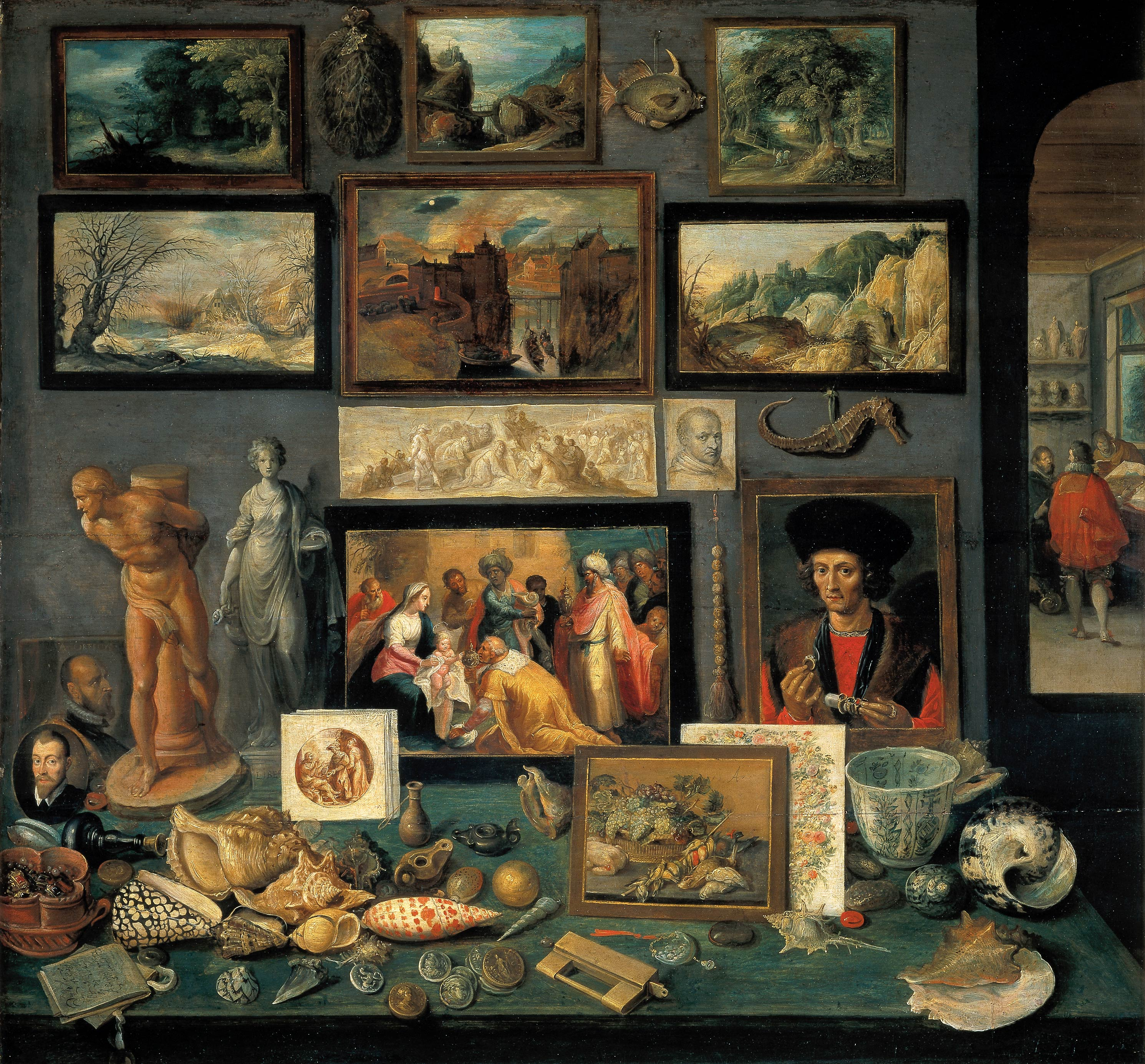
Frans II Francken, Preziosenwand (Mur aux trésors ou Cabinet d'un collectionneur, 1636, Musée d'histoire de l'art de Vienne). Ce type de peinture était incontestablement l'une des innovations flamandes qui s'étaient développées au début du XVIIe siècle.

Les peintures de nature morte de fleurs, qui se sont développées vers 1600 par des artistes tels que Jan Brueghel l'Ancien, sont en partie des innovations flamandes ; elles font écho dans les Provinces-Unies aux œuvres de l'anversois Ambrosius Bosschaert. À Anvers, cependant, ce nouveau genre s'est développé jusqu'à devenir un type de peinture spécifiquement catholique : la guirlande de fleurs. D'autres types de peinture sont associées au baroque flamand comme les scènes de chasse monumentales de Rubens et Snyders, les peintures de galerie d'artistes tels que Willem van Haecht et David Teniers le Jeune.

## La peinture d'histoire
La peinture d'histoire, qui inclut les thèmes bibliques et mythologiques, était considérée par les théoriciens du XVIIIe siècle comme le plus noble des arts. Abraham Janssens était un important peintre d'histoire à Anvers entre 1600 et 1620, bien qu'après 1609, Rubens devint la figure principale du genre. Van Dyck et Jacob Jordaens étaient actifs dans la peinture de scènes historiques monumentales. Après la mort de Rubens, Jordaens devint le plus important peintre flamand. D'autres artistes notables travaillant dans le style de Rubens étaient Gaspard de Crayer (actif à Bruxelles), Artus Wolffort, Cornelis de Vos, Jan Cossiers, Theodoor van Thulden, Abraham van Diepenbeeck et Jan Boeckhorst.
Dans la deuxième moitié du XVIIe siècle, les peintres d'histoire combinaient l'influence locale de Rubens avec la connaissance du classicisme et des qualités du baroque italien. Les artistes représentatifs de cette veine sont Érasme II Quellin, Jan van den Hoecke, Pieter van Lint, Cornelis Schut et Thomas Willeboirts Bosschaert.
Plus tard dans ce même siècle, beaucoup de peintres sont influencés par Antoine van Dyck. Parmi eux, Pieter Thijs, Lucas Franchoys le Jeune et des artistes également inspirés par la théâtralité du baroque tardif comme Theodor Boeyermans et Jean-Érasme Quellin. Par ailleurs, une variante du caravagisme a été exprimée par Theodore Rombouts et Gerard Seghers.

## La peinture religieuse
Rubens est étroitement associé au développement des retables baroques. Peinte pour le Kloveniersdoelen, le siège de la compagnie des arquebusiers, La Descente de Croix est un triptyque dont les côtés représentent la Visitation de la Vierge Marie et la Présentation de Jésus au Temple et les panneaux extérieurs Saint Christophe et l'Hermite. C'est une réflexion importante des idées de la Contre-Réforme sur l'art combiné au naturalisme, au dynamisme et à la monumentalité baroques. Roger de Piles explique que le peintre est entré si pleinement dans l'expression de son sujet que la vue de son œuvre a le pouvoir de toucher les âmes les plus endurcies et la pousser à expérimenter les souffrances endurées par Jésus Christ afin de se racheter.

## Le portrait

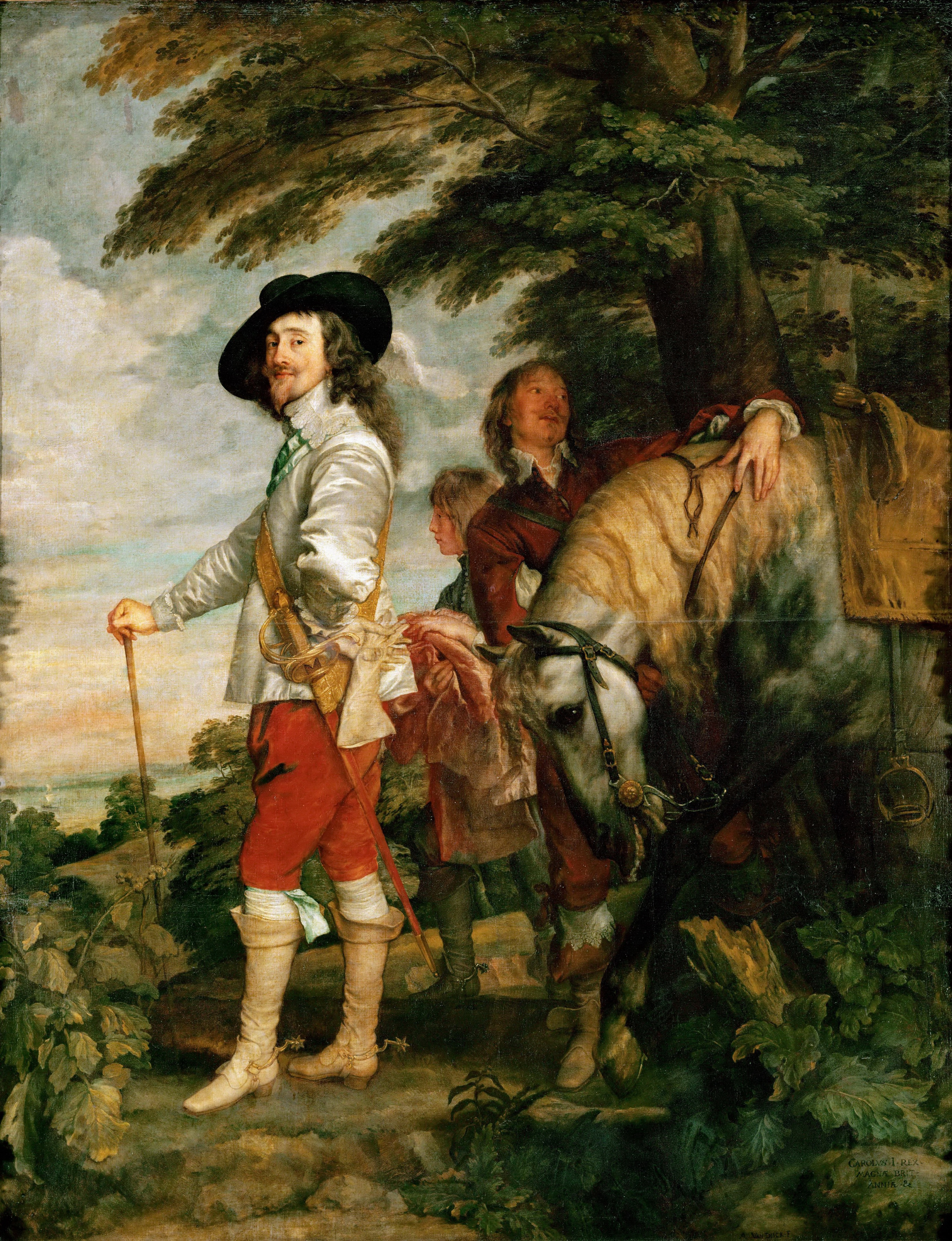
Antoine van Dyck, Charles Ier à la chasse (1635, Musée du Louvre, Paris).

Quoique n'étant pas principalement peintre de portraits, Rubens en réalise quelques-uns lors de sa jeunesse, comme Portrait de Brigida Spinola-Doria, des peintures de ses épouses (Sous la tonnelle de chèvrefeuille et Venus en manteau de fourrure ainsi que d'autres portraits, d'amis ou de la noblesse.
Il exerça une forte influence sur le portrait baroque, au travers de son étudiant Antoine van Dyck. Celui-ci devint peintre à la cour du roi Charles Ier d'Angleterre et fut ainsi très influent sur la peinture de portrait anglaise.
D'autres artistes s'étant démarqués dans cet art furent Cornelis de Vos et Jacob Jordaens. Par ailleurs, bien que la plupart des portraits flamands soient exécutés à échelle réelle ou monumentale, Gonzales Coques et Gillis van Tilborch se spécialisèrent dans les portraits de groupe de petite taille.

## La peinture de genre

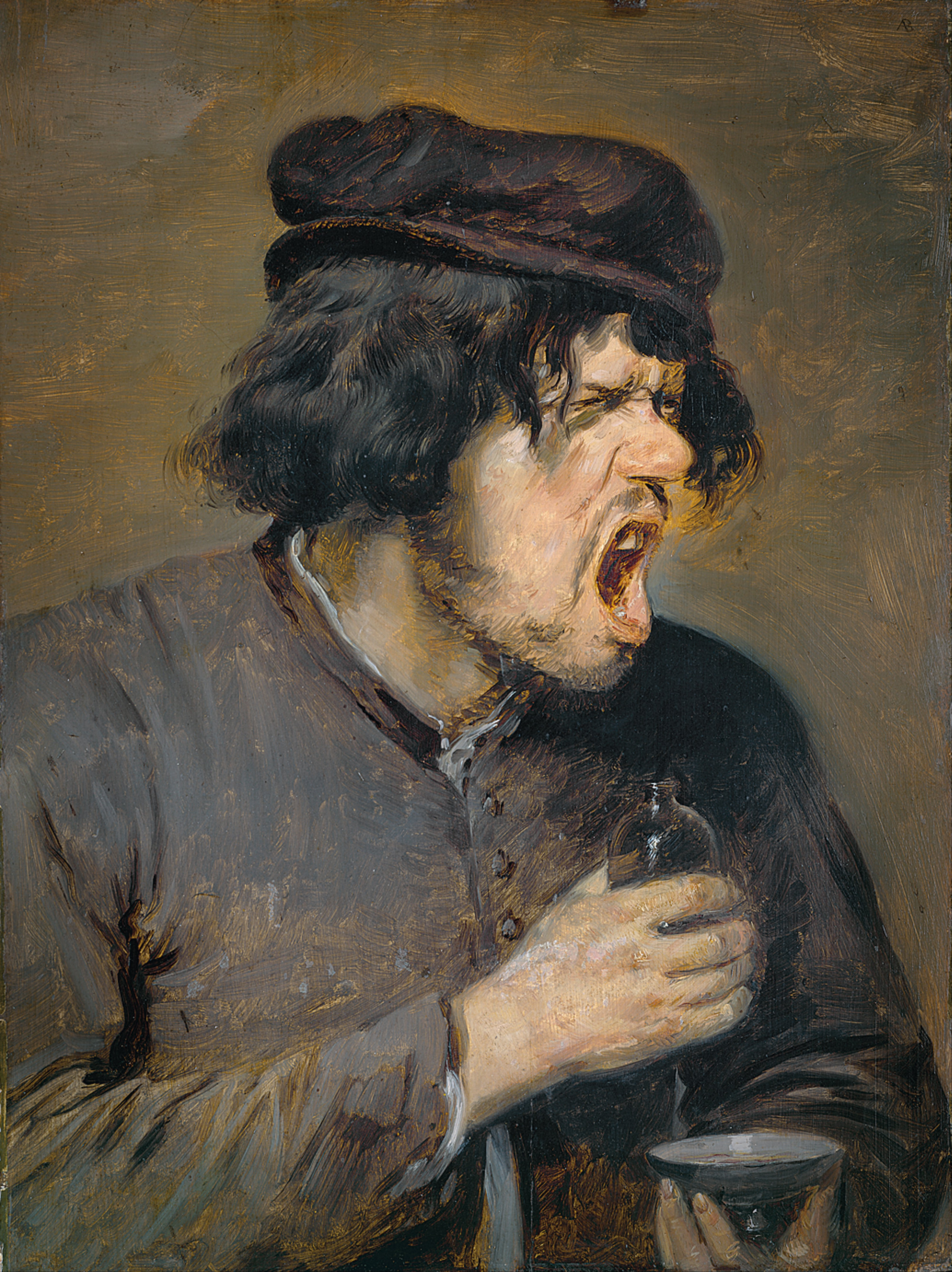
Adriaen Brouwer, Gorgée amère (vers 1630–1640, Städel, Francfort-sur-le-Main). Les paysans expressifs de Brouwer sont typiques du genre pictural de la couche sociale la plus basse.

La peinture de genre est commune au XVIIe siècle. Beaucoup artistes suivirent la tradition de Pieter Brueghel l'Ancien en représentant la couche sociale la plus basse, bien que des sujets de la haute société avec des couples bien vêtus à des bals ou dans des jardins d'amour furent également communs. Adriaen Brouwer, dont les peintures de petit format montraient souvent des paysans en train de se battre ou de boire, était particulièrement influent sur les peintres à venir. Des images de femmes réalisant des tâches ménagères, popularisées au nord des Pays-Bas par Pieter de Hooch et Johannes Vermeer, ne sont pas représentatives dans le sud, même si des artistes comme Jan Siberechts l'eurent exploré.

### La tradition de Brueghel
La peinture de genre flamande était fortement influencée par les traditions de Pieter Brueghel l'Ancien (1525–1569), dont le style perdura jusqu'au XVIIe siècle au travers de copies et de nouvelles compositions réalisées par ses fils Pieter Brueghel le Jeune et Jan Brueghel l'Ancien. Beaucoup de celles-ci étaient des peintures de kermesses et des scènes de paysans prenant part à d'autres plaisirs extérieurs, regardés depuis un point de vue élevé.
Les artistes des Provinces-Unies, tels que David Vinckboons et Roelandt Savery, d'origine flamande, réalisèrent des œuvres similaires en popularisant des scènes rustiques du quotidien néerlandais et flamand.

### Adriaen Brouwer et ses disciples
Adriaen Brouwer (vers 1605–1638) peignait habituellement de petites scènes de paysans en haillons en train de se battre, de jouer, de boire ou toute activité ou attitude exprimant un comportement rude et mal élevé. Né dans les Pays-Bas méridionaux, il vécut les années 1620 à Amsterdam et à Harlem, où il fut influencé par Frans et Dirck Hals ainsi que d'autres artistes travaillant d'une manière non lisse, non linéaire. Dès son retour à Anvers vers 1631-1632, il inaugura un nouveau et influent format avec lequel les sujets sont peints comme des scènes d'intérieur plutôt que d'extérieur. Il peignit également des études de visages expressifs comme Gorgée amère — un genre appelé « tronie » (trognes). L'art de Brouwer était reconnu de son vivant et eut un puissant impact sur l'art flamand. Rubens possédait plus d'œuvres de cet artiste au moment de sa mort que d'un quelconque autre. David Teniers le Jeune, Jan van de Venne, Josse van Craesbeeck et David Ryckaert III continuèrent de travailler d'une manière similaire à la sienne par la suite.

### Les scènes de galants

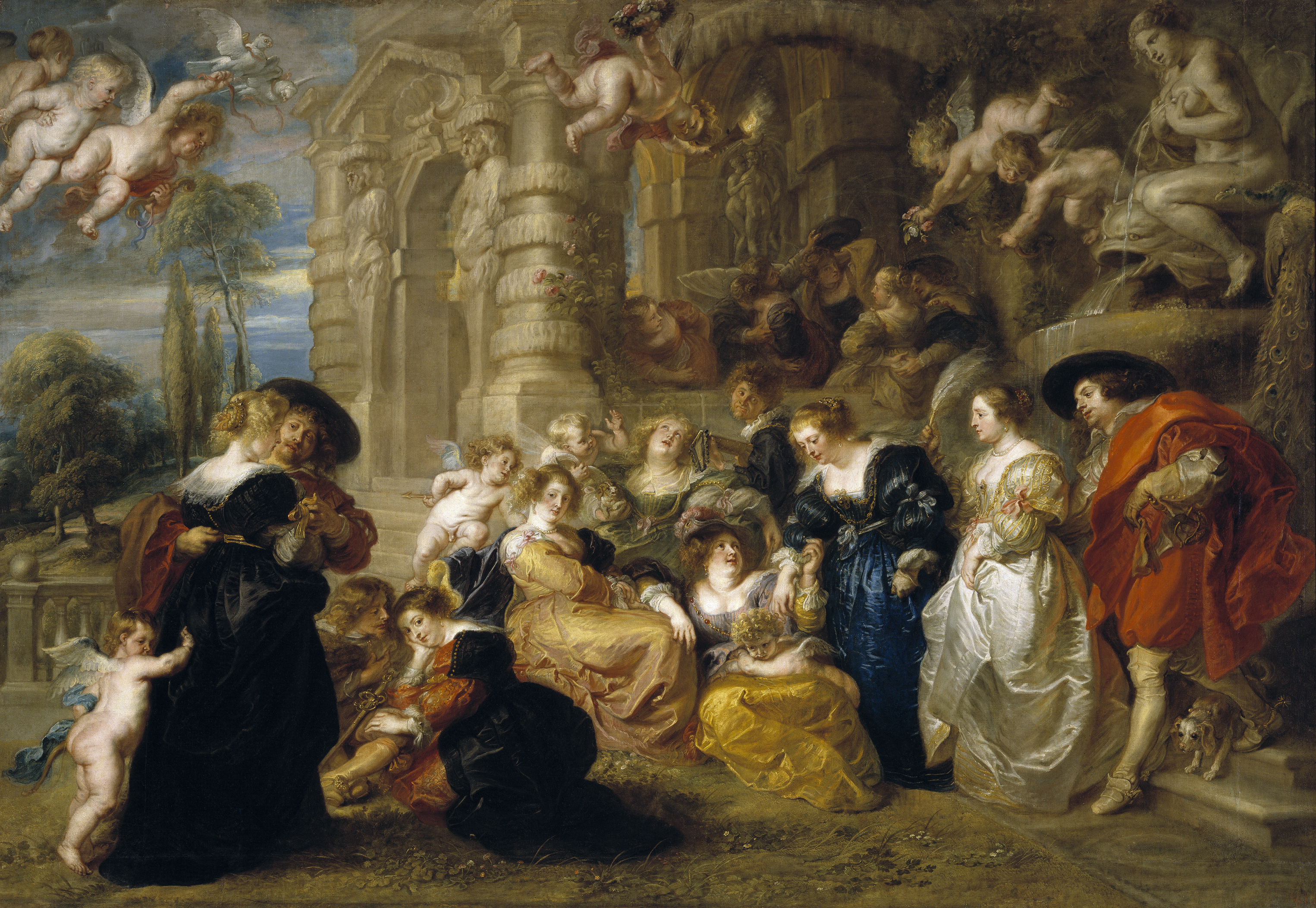
Rubens, Le Jardin de l'Amour, 1633-1634, est un exemple typique de scène de galants.

La peinture de couples galants à la dernière mode, souvent accompagnée de thèmes sous-jacents d'amour ou des cinq sens, était régulièrement exploitée par Hieronymus Francken II (en), Louis de Caullery, Simon de Vos, David Teniers le Jeune et David Ryckaert III. Le Jardin de l'Amour appartient à cette tradition.

### Les scènes de genre monumentales
Tandis que les scènes de galants et les œuvres de Brouwer et de ses disciples étaient souvent exécutés à petite échelle, d'autres artistes cherchèrent en Caravage l'inspiration et peignirent de grands formats avec des scènes théâtrales dans lesquelles les musiciens, les joueurs de cartes et les diseuses de bonne aventure sont poussés au premier plan de la composition. Ces peintures, comme d'autres des caravagistes, sont en général éclairées de forts effets lumineux. Adam de Coster, Gerard Seghers et Theodore Rombouts sont les plus représentatifs de ce style populaire du début du XVIIe siècle qui fut diffusé par les disciples du Caravage tels que Bartolomeo Manfredi et les membres de l'école caravagesque d'Utrecht comme Gerrit van Honthorst. Rombouts fut aussi influencé par son maître Abraham Janssens, qui avait commencé à intégrer des influences caravagesques dans ses peintures d'histoire dès la première décennie du XVIIe siècle.

### Jacob Jordaens

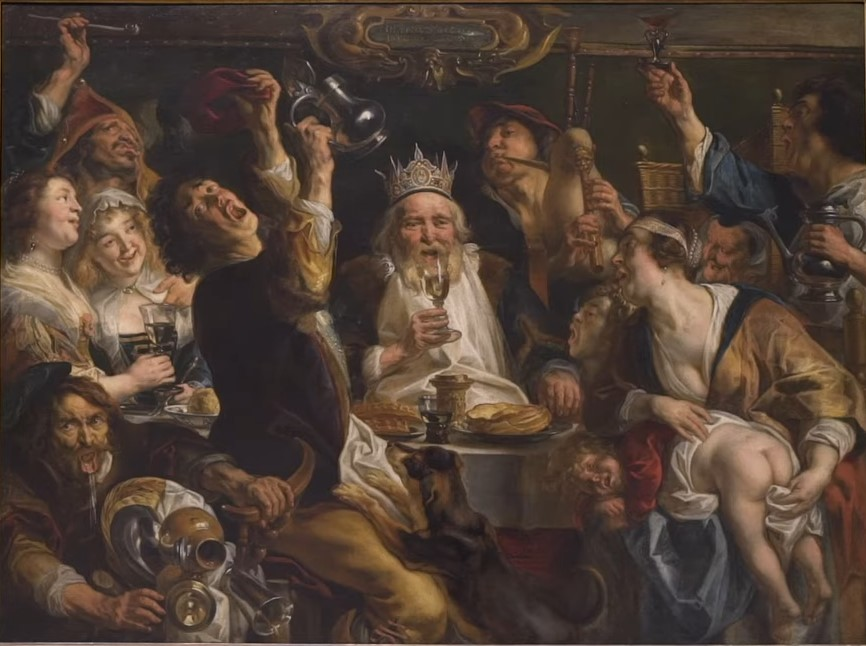
Jacob Jordaens, Le Roi boit. Jordaens était bien connu pour ses grandes peintures de scènes de genre moralistes telles que cette représentation d'un festin d'épiphanie.

Jacob Jordaens, qui devint le plus important artiste d'Anvers à la mort de Rubens en 1640, est bien connu pour ses scènes de genre monumentales de sujets tels que Le Roi boit. et Les jeunes piaillent comme chantent les vieux. Beaucoup de ces peintures utilisent des influences de composition et de lumière similaires à ceux des caravagistes, tandis que le traitement des sujets inspira des artistes néerlandais comme Jan Steen.

### Scènes de batailles
Un autre genre populaire inventé dans les Pays-Bas fut les paysages avec des batailles historiques ou de fiction ou même de simples escarmouches ou braquages. Sébastien Vrancx et son élève Peeter Snayers se spécialisèrent dans ce genre et l'élève de Snayer, Adam François van der Meulen perpétue cette tradition à Anvers, Bruxelles puis Paris jusqu'à la fin du siècle.

### Bamboccianti et le classicisme italien

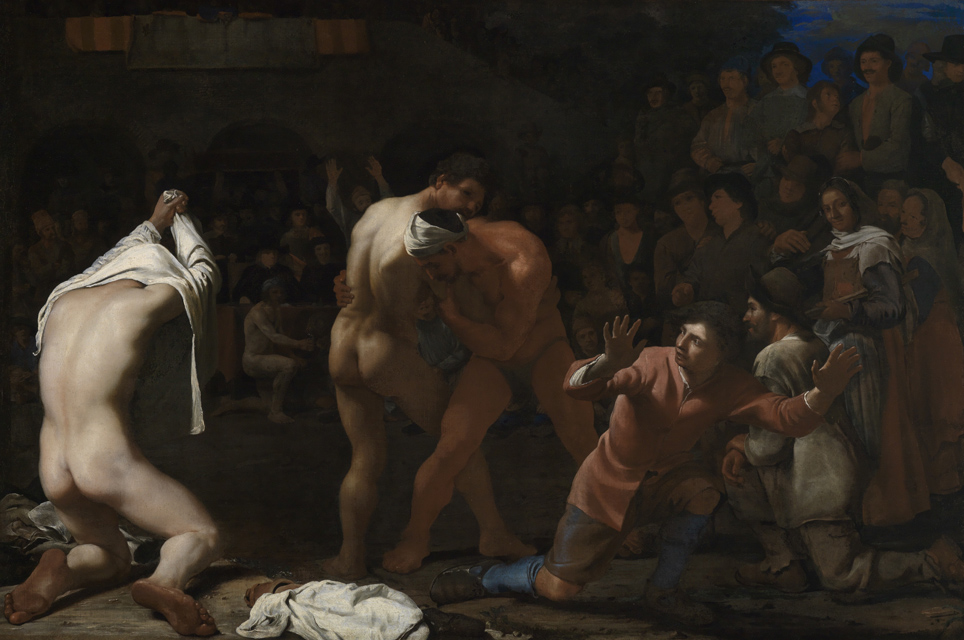
Michael Sweerts, Le Combat de lutteurs, 1649. Staatliche Kunsthalle Karlsruhe. Le style de Sweerts est fortement influencé par son séjour à Rome, et sa peinture combine les sujets ruraux avec les poses classiques et les coloris italiens.

Suivant une longue tradition, de nombreux artistes du nord voyagèrent en Italie au XVIIe siècle. Des artistes flamands comme Jan Miel et Michael Sweerts s'installèrent à Rome et adoptèrent le style d'un autre flamand : Pieter van Laer. Connus comme les « Bamboccianti », ils se spécialisèrent dans les scènes quotidiennes rustiques de Rome et de sa campagne. Ils s'inspiraient pour ces peintures des couleurs de la campagne romaine et de l'étude de la sculpture classique.
Habituellement, la peinture de genre n'était pas acceptée en Italie, en particulier par les organismes officiels comme l'Accademia di San Luca, alors la plupart des peintres rejoignirent les Bentvueghels (la « bande des peintres »). Elle agissait plus ou moins comme une guilde, rassemblant les peintres flamands et néerlandais ayant les mêmes intérêts et traditions.

## La peinture de paysage

### La peinture de paysage primitive
Gillis van Coninxloo était un peintre de paysage innovateur à Anvers, à la fin du XVIe siècle, qui introduisit une vue plus naturelle, plutôt que le paysage universel traditionnel popularisé par les peintres primitifs tels que Joachim Patinier. Il laissa une forte influence sur la peinture de paysage du nord en général lors de son séjour à Amsterdam et en tant que membre formateur de l'école Frankenthal. Des paysages de forêts et de montagnes furent peints par Abraham Govaerts, Alexander Keirincx, Gijsbrecht Leytens, Tobias Verhaecht et Joos de Momper. Paul Bril s'installa à Rome, où il se spécialisa dans la peinture de paysage décorant les villas romaines et créant de petites peintures de cabinet.

### Rubens et les peintres tardifs

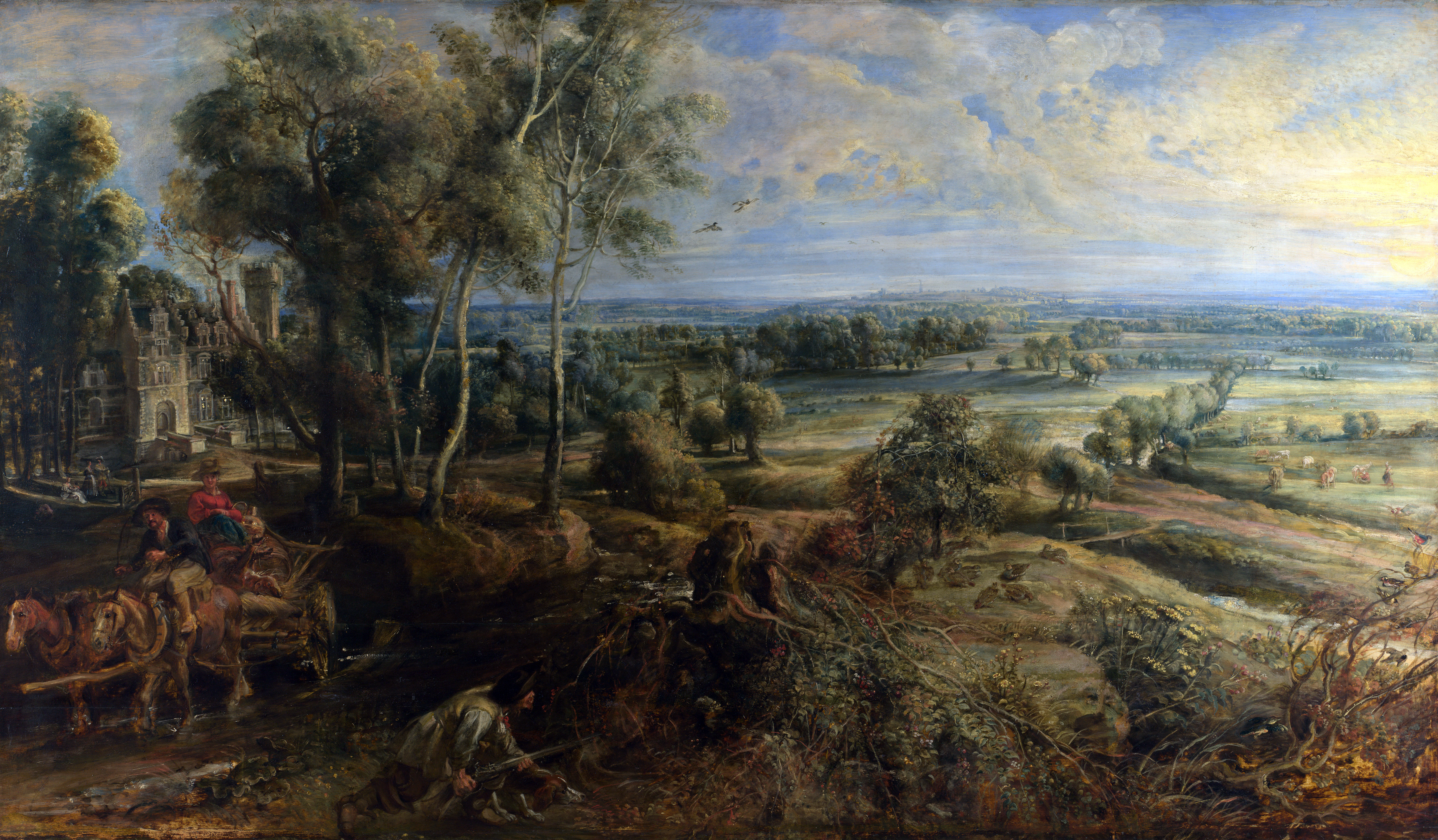
Pierre Paul Rubens, Paysage avec vue du Het Steen, 1636.

Jan Wildens et Lucas van Uden peignirent des paysages naturels inspirés de ceux de Rubens, et collaborèrent régulièrement avec des peintres de figures ou animaliers pour qui ils réalisaient les arrière-plans. Rubens devint un peintre de paysages dans les années 1630, se concentrant sur la région autour de son château Het Steen. Un célèbre exemple est le Paysage avec vue du Het Steen

### La peinture maritime
Les petits paysages marins (en néerlandais : zeekens) étaient un autre thème populaire. Des artistes comme Bonaventura Peeters représentèrent des épaves et des vues d'atmosphère de bateaux en mer, ainsi que d'imaginaires vues de ports exotiques. Hendrik van Minderhout, de Rotterdam et installé à Anvers, fit demeurer ce thème contemporain avec des développements de peinture marine dans les Provinces-Unies.

## La peinture architecturale
Des vues architecturales d'intérieur, en général des églises, furent développées vers la fin du XVIe siècle au travers des œuvres de Hans Vredeman de Vries. Beaucoup étaient des représentations de sites réels. Pieter Neefs, par exemple, fit de nombreux intérieurs de la cathédrale Notre-Dame d'Anvers. Hendrik van Steenwijk II, pour sa part, suivit l'exemple de Vredeman en peignant des intérieurs imaginaires. Le genre perdura à la fin du XVIIe siècle grâce à Anton Ghering (en) et Wilhelm Schubert van Ehrenberg, mais les exemples flamands ne démontraient pas le même niveau d'innovation que les perspectives néerlandaises de Pieter Jansz Saenredam ou Emanuel de Witte.

## La peinture de galerie et de collection d'art

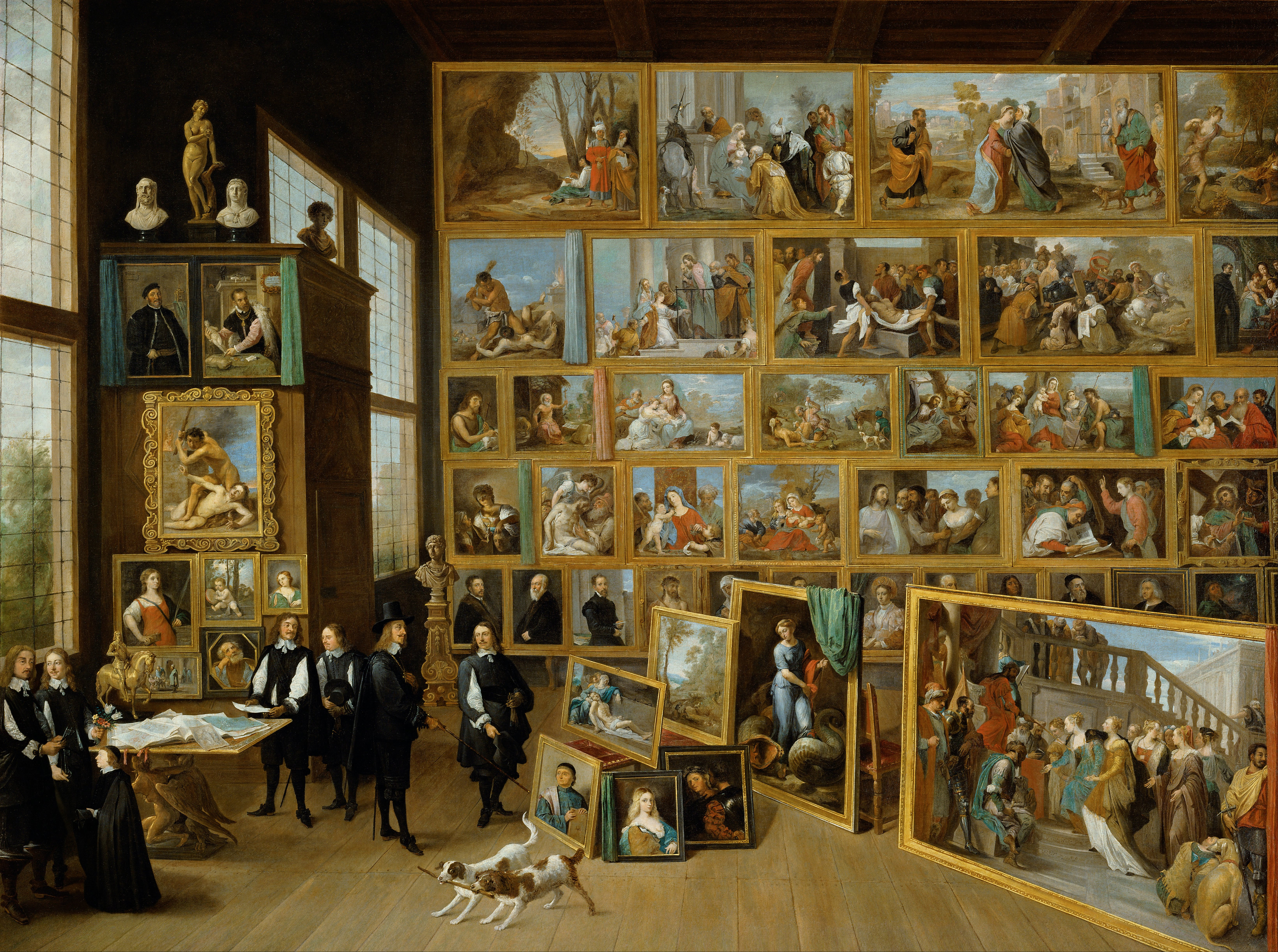
David Teniers le Jeune, Le Gouverneur Léopold-Guillaume et sa collection de tableaux à Bruxelles, vers 1650. Teniers documenta la collection de peinture du gouverneur dans son œuvre, étant alors peintre de la Cour à Bruxelles.

Les peintures de galerie firent leur apparition à Anvers vers 1610, et se développèrent — de même que les intérieurs architecturaux — à partir des compositions de Hans Vredeman de Vries. L'un des premiers innovateurs de ce nouveau genre fut Frans II Francken, qui introduisit ce genre d'œuvre connu comme le Preziosenwand (« le mur des trésors »). Dans ceux-ci, des impressions, des peintures, des sculptures, des dessins, ainsi que des objets de collection naturels comme des coquilles ou des fleurs étaient rassemblées à l'arrière-plan contre le mur qui imitait les encyclopédiques cabinets de curiosités.
Une variation similaire de ces collections de nature artistique était la série des Allégories des cinq sens créé par Jan Brueghel l'Ancien et Rubens. Willem van Haecht développa une autre variation dans laquelle des illustrations de vraies œuvres picturales sont montrées dans une galerie d'art fantaisiste, où les connaisseurs et amateurs les admirent. Plus tard dans le siècle, David Teniers le Jeune, travaillant comme peintre de la Cour du gouverneur Léopold-Guillaume de Habsbourg, documenta sa collection de peintures italiennes à Bruxelles comme les peintres de galerie, de même que dans un catalogue imprimé — le Theatrum Pictorium. La peinture de galerie et de collection d'art flamande a été interprétée comme une sorte de théorie visuelle de l'art. De telles peintures continuèrent à être peintes à Anvers par Gerard Thomas (en) (1663-1721) et Balthasar van den Bossche (en) (1681-1715), et présagèrent le développement du védutisme en Italie et les galeries de Giovanni Paolo Panini.

## Nature morte et peinture animalière

### La peinture de fleurs

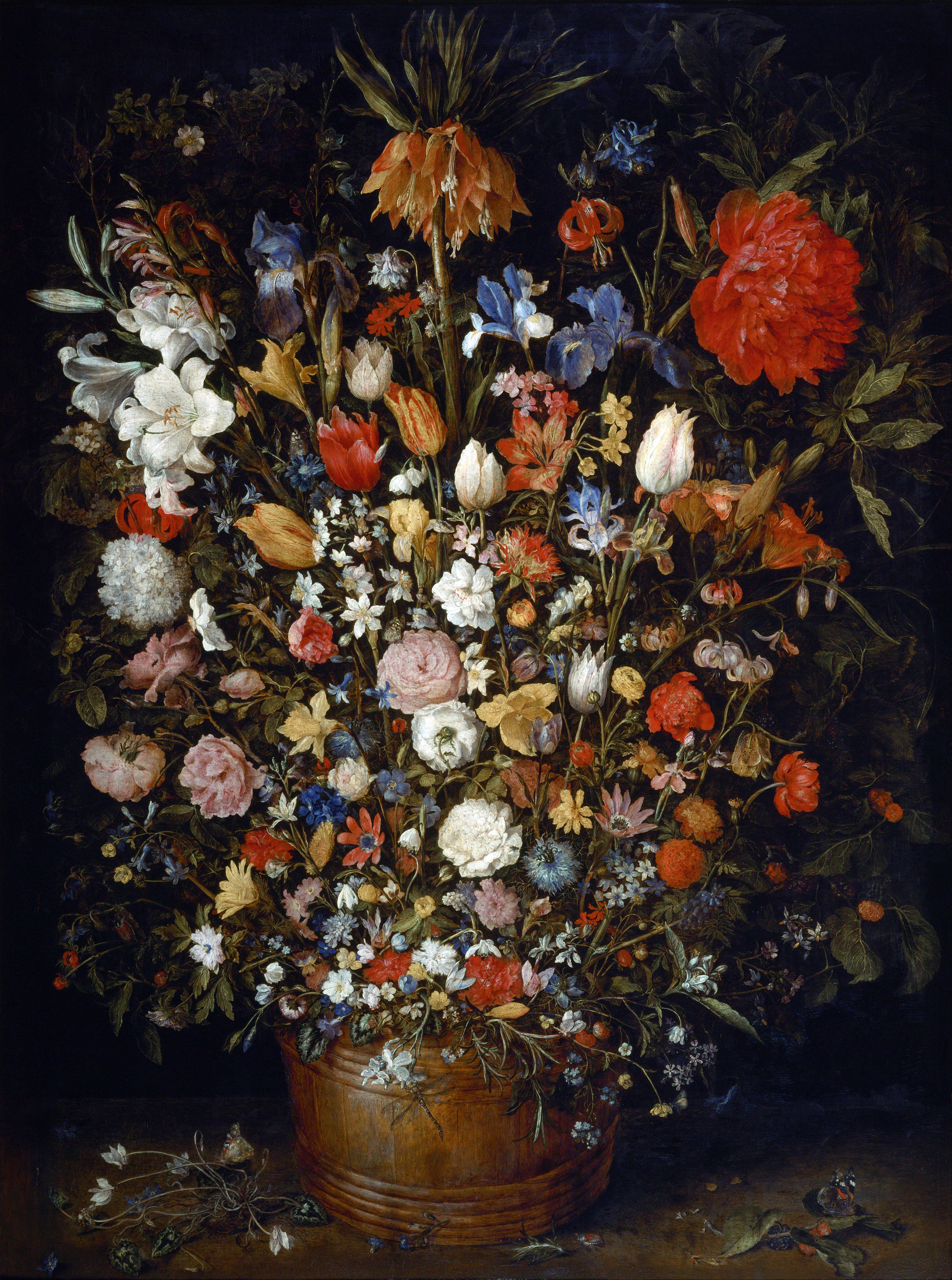
Jan Brueghel l'Ancien, Bouquet, 1606/7. Brueghel fut innovateur dans la nature morte de fleurs.

Jan Brueghel l'Ancien fut l'un des plus importants innovateurs de la nature morte florale des années 1600. Ces peintures, qui présentaient des arrangements et des compositions immaculées, étaient des créations imaginaires de fleurs éclosant à différentes périodes de l'année. Elles étaient très populaires auprès de la noblesse dans toute l'Europe et avaient en général des motifs de Vanité. Les compositions des peintures de Brueghel influencèrent les peintres néerlandais de compositions florales. Ses fils, Jan Brueghel le Jeune et Ambrosius Brueghel (en) étaient également des spécialistes du genre. Osias Beert était un autre peintre floral du début du XVIIe siècle ; ses peintures partageaient de nombreuses similitudes avec ses contemporains du nord tels que Ambrosius Bosschaert.

### La peinture de guirlandes de fleurs
Étroitement liée aux natures mortes florales, la peinture de guirlandes de fleurs fut inventée par Jan Brueghel l'Ancien en collaboration avec le cardinal Federico Borromeo à Milan. Les versions primitives de ces peintures, telles que la collaboration entre Brueghel et Rubens à Munich qui montre la Vierge Marie et le petit Jésus entourés d'une guirlande de fleurs. Elles ont été interprétées comme des images claire de la Contre-Réforme, avec les fleurs mettant l'accent sur la délicatesse de la Vierge et du Christ — de nombreuses images de ce thème furent détruites lors des révoltes iconoclastes de 1566. L'élève de Brueghel, le peintre jésuite Daniel Seghers, peignit lui aussi plusieurs œuvres de ce type pour une clientèle internationale. Dans des versions postérieures, Madonna, très en chair, et l'Enfant, donnèrent lieu à des niches sculpturales et même des thèmes païens.

### Natures mortes de petits-déjeuners et de banquets

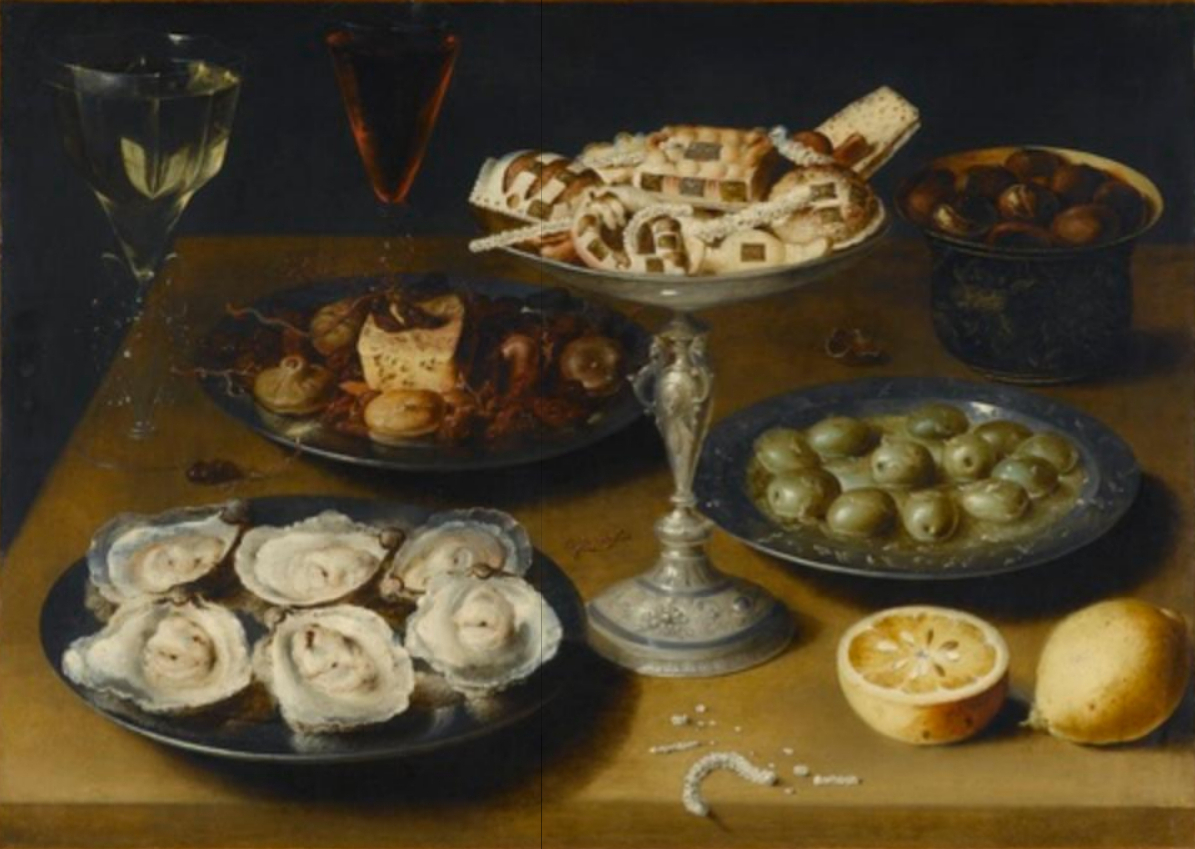
Osias Beert, Nature morte aux huîtres, vers 1610, Staatsgalerie (Stuttgart). Les natures mortes de Beert sont typiques du style « petit déjeuner » peint au début du XVIIe siècle.

Les ontijtje (« petit-déjeuners ») sont un type de nature morte populaire aussi bien dans le nord que dans le sud des Pays-Bas, montrant la variété des vaisselles, des mets — en particulier le pain et le fromage — et des boissons, sur un arrière-plan neutre. Osias Beert, Clara Peeters, Cornelis Mahu (en) et Jacob van Es étaient tous des artistes spécialisés dans ce genre. Plus élaborées étaient les natures mortes pronk (« somptueuses ») : ce style, développé dans les Provinces-Unies, fut amené à Anvers par Jan Davidszoon de Heem. Ces œuvres montrent, sur une plus grande échelle que dans leurs travaux antérieurs, des compositions complexes d'objets chers, de nourritures rares, et de pulpeux fruits épelés. Ces peintures traitent des Vanités et des motifs éphémères.

### Natures mortes animalières

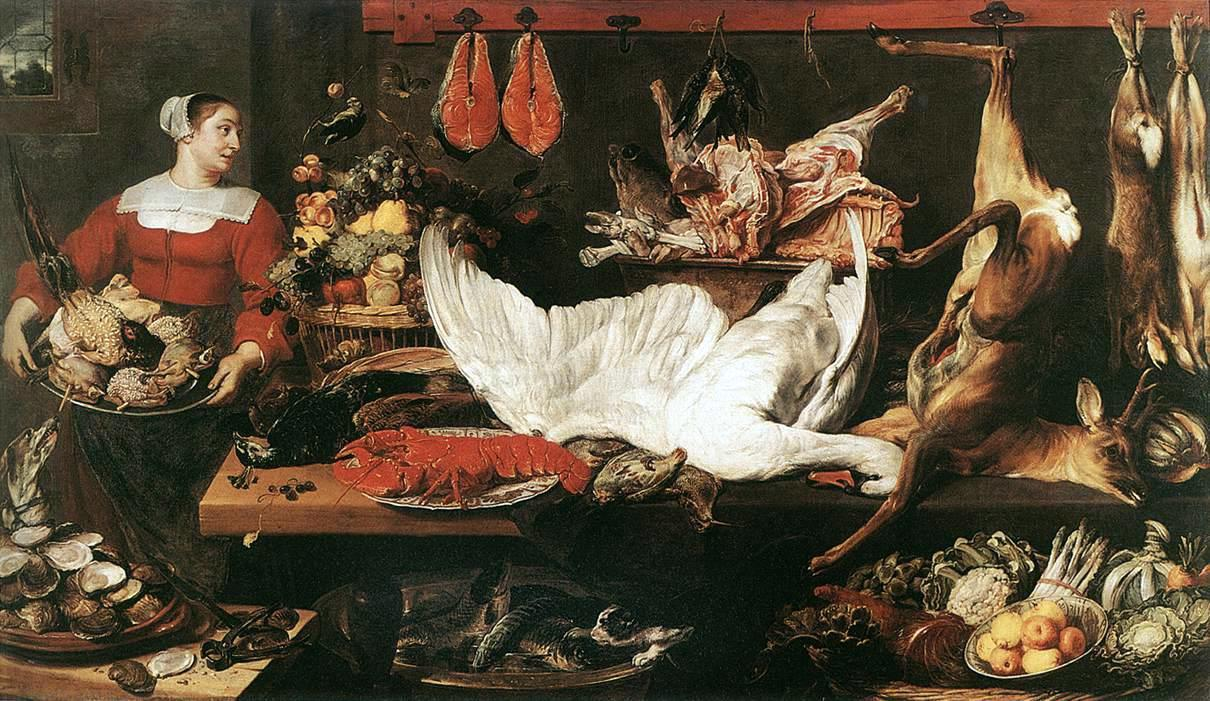
Frans Snyders, Le garde-manger, vers 1620.

Frans Snyders peignit de grandes natures mortes consacrées aux animaux et gibiers morts. Ses compositions, ainsi que celles de son disciple Adriaen van Utrecht, firent un retour vers les peintures du XVIe siècle de Pieter Aertsen et de Joachim Beuckelaer, mais instillèrent cette tradition d'une monumentalité du Haut baroque. Les artistes suivants, Jan Fyt et Pieter Boel, améliorèrent par la suite ce genre en incluant un remarquable mélange d'animaux vivants et de gibiers morts. Ces peintures sont étroitement liées à l'imagerie cynégétique, qui devint à la mode dans la peinture flamande du XVIIe siècle.

## Scènes de chasse

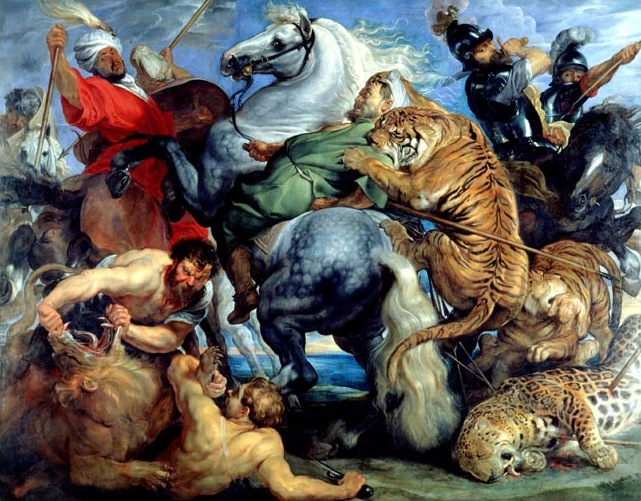
Pierre Paul Rubens, La Chasse au tigre, vers 1617–1618. Musée des beaux-arts de Rennes. Cette peinture est typique des peintures de chasses exotiques de Rubens entre 1615 et 1625.

Rubens introduisit la chasse monumentale dans l'art flamand, dépeignant à grande échelle une bataille rapprochée inspirée de ses études de l'antiquité classique et de La Bataille d'Anghiari de Léonard de Vinci. Ces peintures montrent des chasses nobles, telles que La Chasse au loup et au renard, ou exotiques, telles que La Chasse au lion.
Frans Snyders et Paul de Vos créèrent de grandes peintures similaires, mais différentes de celles de Rubens en ceci qu'elles représentaient des animaux en absence de toute présence humaine.

## Peinture de cabinet
Il s'agit de petites et complexes peintures représentant en général des sujets historiques ou bibliques. Elles étaient produites en grand nombre dans les Pays-Bas méridionaux au cours du XVIIe siècle. Beaucoup furent créées par des artistes anonymes, cependant Jan Brueghel l'Ancien, Hendrick van Balen, Frans II Francken et Hendrick de Clerck eurent du succès pendant la première moitié de ce siècle. Ces artistes ainsi que des disciples d'Adam Elsheimer comme David Teniers l'Ancien, gardèrent un style en partie forgé par les tendances maniéristes successives.
Cependant Rubens eut une influence sur un certain nombre d'artistes postérieurs qui incorporèrent son style baroque au petit contexte de ces œuvres. Parmi eux, Frans Wouters, Jan Thomas van Ieperen, Simon de Vos, Pieter van Lint et Willem van Herp.
Ces petites peintures furent échangées dans toute l'Europe, et, via l'Espagne, en Amérique Latine.